# Portier

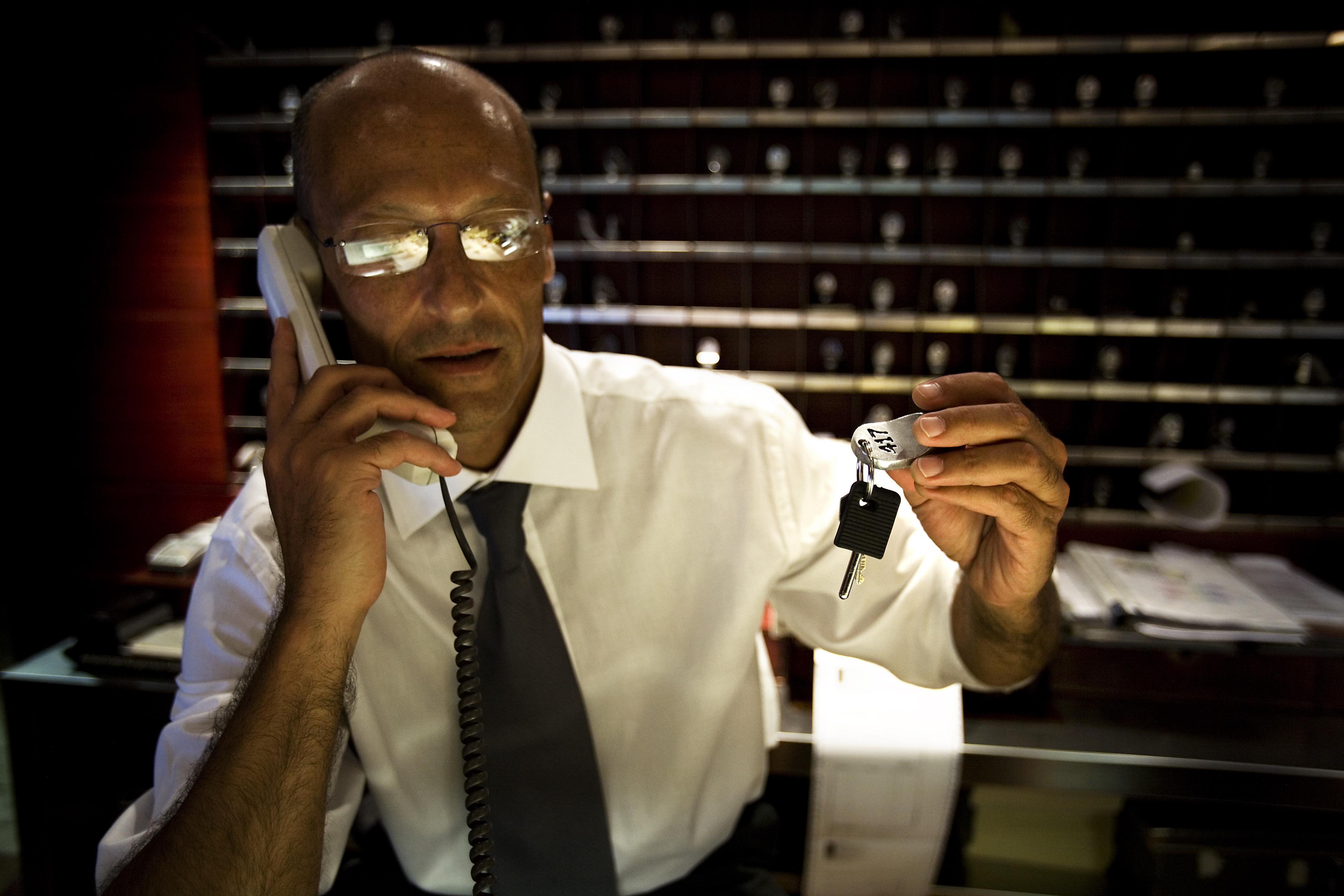
Portier-recepcjonista hotelowy

Portier – pracownik odpowiedzialny m.in. za informowanie petentów danej instytucji (najczęściej urzędu, uczelni bądź hotelu) o jej topografii oraz ogólnie zasadach funkcjonowania. Portierzy mają swoje stanowiska przy lub przed wejściami do budynków, które obsługują. Portier odpowiada także za wydawanie i zdawanie kluczy od pomieszczeń, prowadzenie zeszytu raportowego, zgłaszanie odpowiednim jednostkom przekazanych przez inne osoby bądź zaobserwowanych samemu nieprawidłowości i usterek. W razie pożaru lub awarii wymuszającej opuszczenie budynku przez pracowników i osoby postronne kieruje ewakuacją do momentu przybycia jednostek straży pożarnej i policji. W zależności od warunków i potrzeb pracodawcy portierzy zastępują bądź łączą wymienione wyżej obowiązki z pracą parkingowych, bagażowych lub dozorców. Po 1989 roku funkcje portiera w ramach outsourcingu coraz częściej pełnią ochroniarze z firm zewnętrznych.